# 五十嵐隆
五十嵐 隆（いがらし たかし、1973年6月1日 - ）は、日本のミュージシャン。Syrup16gのボーカル。埼玉県浦和市（現・さいたま市）出身。愛称は「がっちゃん」。

## 来歴
小学校時代、音楽に没入し、主に当時流行の洋楽（REOスピードワゴン、ホール&オーツ、ビリー・ジョエル、マイケル・ジャクソン等）を1日3 - 6時間、聴いていたとのこと。
高校在学中、地元の喫茶店のバイト代で初めてギターを買ったと語っている。その後、学園祭後の飲酒で補導され停学になった際、教師の対応に嫌気が差し、勉強しなくなる。大学浪人中に祖父母とバリへ旅行に行き、現地の民族音楽「ケチャ」に衝撃を受け、帰国後は引きこもりになる。その後、音楽専門学校に行き、中畑と出会う。レコーディング・エンジニアを目指し、持っていたギターや機材を売り払うが、実習などをこなす内に「嫌いな（タイプの）音楽にも仕事として対応しなければならないのがキツい」と思い始め、エンジニア就職を諦める。バイトをしつつバンドを始めたのが、後にsyrup16g結成の契機に。因みにバンド結成のきっかけは、中畑曰く、専門学校時代に「大樹ちゃん、命賭けようよ」と五十嵐に言われたため。中畑と共に前身のバンド「SWIMS」を結成。五十嵐は当初ギター担当だったが、最初のボーカルが辞めたので仕方なくボーカルもやっていると言う。
1996年にロックバンドSyrup 16gを結成するが、2008年に日本武道館ライブをもってバンドを解散。
以後、沈黙を続けていたが、犬が吠える名義で2008年の秋よりソロプロジェクトを始動。メンバーは五十嵐隆（Vo/G）、kono（G/te'）、ジョーコ（B/apnea）、yoko（Dr/oak）。東名阪ツアーやイベント出演などのライブ活動で新曲を披露し、レコーディング作業に入っている事なども報じられたが、2009年4月18日、突如公式HP内で「犬が吠える」の解散を発表した。解散理由は当初明らかにされていなかったが、新メンバー内での自分自身の立ち位置に悩んでいた事や、新しい音楽性を明確に提示出来なかった事、自分のプロジェクトでありながら自分が何もしなくても周りが動いていくというスタイルの制作環境に馴染めず、最終的に自分から解散を切り出し、同時にsyrup16g時代から所属していた事務所も辞めた事などを、後年の再始動の際のインタビューで明かしている。
2013年3月、4年間の沈黙を破りライブの開催が発表され、同年5月8日、NHKホールにて「生還」と題されたワンマンライブを実施。サポートメンバーとして元syrup16gの中畑大樹とキタダマキが参加し、syrup16gと犬が吠えるの楽曲、初披露となる新曲を演奏した。

## 人物
- バンド結成当初はフリッパーズ・ギター、dip(DIP THE FRAG)等のコピーを演奏していた。また好きなギタリストの一人としてBARBEE BOYSのいまみちともたかと、ザ・スミスのジョニー・マーを挙げている。他にも長渕剛などのフォークソングなどもお気に入りである。
- 心の名盤はジェフ・バックリィ「グレイス」（1994年）、アドラブル「アゲインスト・パーフェクション」（1993年）、プリンス「パレード」（1986年）、ブラッドサースティ・ブッチャーズ「ココロノ」（1996年）。
- 漫画が大好きで、小林よしのりの『戦争論』や柏木ハルコの『花園メリーゴーランド』、押見修造の『血の轍』、他に新井英樹の作品等をお気に入りとして挙げている。
- 鶴見済や宮台真司の本を一生懸命読んでいた時期がある。[6]
- BUMP OF CHICKEN、スピッツ、クリープハイプ、ART-SCHOOL、GRAPEVINE、NUMBER GIRL、Good Dog Happy Men、MO'SOME TONEBENDER、Bloodthirsty butchersといったバンドと親交があり、音楽雑誌でレミオロメンの藤巻亮太は「他人に曲を書いてもらうならSyrup16gに」と熱望し、同インタビューでMr.Childrenの桜井和寿も「Rebornという曲は良いね」と語っている（後にBank Bandの『沿志奏逢3』でカヴァーもしている）。GRAPEVINEの田中和将とは飲み仲間。
- 大規模なアリーナライブ等を好まず、「武道館でライブする時は死ぬ」とまで語っていた。その為、ASIAN KUNG-FU GENERATION主催のNANO-MUGEN FESのオファーがあった際は断った経緯があり、解散コンサートで初めて武道館の舞台を踏んだ。
- バンドデビューから2003年頃までは、moonの1ピックアップタイプのレゲエマスターが主流で、負け犬のPVではムスタング（製造メーカーは不明）、RebornのPVではリッケンバッカーを使用しているのが確認できる。2004年頃まではギブソン・SG'61 リイシューを使用し、現在は VAN ZANDT STV-70R（ストラトキャスタータイプ）をメインで使用している。[7]再始動後は、曲によってテレキャスター、ジャズマスター等も使い分けている。
- ソロプロジェクトの「犬が吠える」は、「草野マサムネさんに会ったとき『バンド名教えて』と言われ、その場で伝えるには恥ずかしかったので後からメールで、『犬が吠えるです』と言ったところ、マサムネさんが『いいバンド名だね、俺も日本語の名前にしたかったんだよな』と返してくれて、『あっ、いい名前だったんだ』と思って、それで決めました」とMUSICAの2009年3月号で語っていた。
- 「犬が吠える」解散後は、事務所も退社してsyrup16g再始動までの4年間、ほぼ何もせず再発盤などの印税収入だけで生活していた。

## 作品

### DVD
- 『五十嵐隆「生還」 live at NHKホール 2013/05/08』（2014年6月）